# گذرگاه انجمن
گذرگاه انجمن یک گذرگاه کوهستانی هندوکش در افغانستان است. این گذرگاه دره پنجشیر را از جنوب به بدخشان وصل می‌کند، که شمالی‌ترین استان غربی افغانستان است.این گذرگاه ۴۴۳۰ متر بالای سطح دریا قرار گرفته است. آب و هوای این منطقه غالباً سرد و همراه با بارش برف می‌باشد. جاده‌ای که از این منطقه عبور می‌کند، بسیار باریک است.